# 표적 (1977년 영화)
"표적"(標的, Target)은 한국에서 제작된 최하원 감독의 1977년 영화이다. 한진희 등이 주연으로 출연하였고 한갑진 등이 제작에 참여하였다.

## 출연

### 주연
- 한진희
- 방희
- 오경아
- 박병호

## 기타
- 조명: 이억만
- 미술: 조경환